# Галацій-Бістріцей (комуна)
Галацій-Бістріцей (рум. Galații Bistriței) — комуна у повіті Бистриця-Несеуд в Румунії. До складу комуни входять такі села (дані про населення за 2002 рік):
- Албештій-Бістріцей (174 особи)
- Галацій-Бістріцей (660 осіб) — адміністративний центр комуни
- Діпша (868 осіб)
- Тончу (248 осіб)
- Херіна (540 осіб)

Комуна розташована на відстані 312 км на північний захід від Бухареста, 16 км на південь від Бистриці, 66 км на схід від Клуж-Напоки.

## Населення
За даними перепису населення 2002 року у комуні проживали 2490 осіб.
Національний склад населення комуни:
| Національність | Кількість осіб | Відсоток |
| -------------- | -------------- | -------- |
| румуни         | 1996           | 80,2%    |
| угорці         | 253            | 10,2%    |
| цигани         | 234            | 9,4%     |
| німці          | 6              | 0,2%     |
| українці       | 1              | < 0,1%   |

Рідною мовою назвали:
| Мова       | Кількість осіб | Відсоток |
| ---------- | -------------- | -------- |
| румунська  | 2147           | 86,2%    |
| угорська   | 247            | 9,9%     |
| циганська  | 89             | 3,6%     |
| німецька   | 6              | 0,2%     |
| українська | 1              | < 0,1%   |

Склад населення комуни за віросповіданням:
| Релігія                                       | Кількість осіб | Відсоток |
| --------------------------------------------- | -------------- | -------- |
| православні                                   | 2080           | 83,5%    |
| реформати                                     | 246            | 9,9%     |
| п'ятдесятники                                 | 94             | 3,8%     |
| греко-католики                                | 24             | 1,0%     |
| адвентисти                                    | 21             | 0,8%     |
| юдеї                                          | 7              | 0,3%     |
| лютерани (Синодально-пресвітеріанська церква) | 5              | 0,2%     |
| лютерани                                      | 4              | 0,2%     |
| лютерани (Аугсбурзького сповідання)           | 4              | 0,2%     |
| римо-католики                                 | 2              | 0,1%     |
| не вказали релігію                            | 1              | < 0,1%   |